# アンガス・クラウド
コナー・アンガス・クラウド・ヒッキー（Conor Angus Cloud Hickey, 1998年7月10日 - 2023年7月31日）は、アメリカ合衆国の俳優。HBOにて放送された「ユーフォリア/EUPHORIA」でのフェズコ役で知られている。

## 生涯
スカウトされる前は、オークランド・スクール・フォー・ジ・アーツでプロダクトデザインを専攻していた。
ニューヨークのブルックリンを友人たちと歩いている時にキャスティング・ディレクターに声を掛けられ、演技経験がなかったにもかかわらず、寡黙な麻薬ディーラーのフェズことフェズコ・オニール役に起用された。
2023年7月31日、オークランドの実家にて死去。25歳没。倒れているクラウドを発見した母親は警察へ「薬物の過剰摂取の可能性がある」と通報している。クラウドは希死念慮を伴うメンタルヘルスの問題に苦しんでいた。